# Hans Eppstein
Hans Ernst Eppstein (* 25. Februar 1911 in Mannheim; † 6. Juli 2008 in Danderyd bei Stockholm) war ein schwedischer Staatsbürger deutscher Herkunft und ein deutsch-schwedischer Musikwissenschaftler, Musikpädagoge und Pianist.

## Familiärer Hintergrund
Hans Eppstein stammte aus einer jüdischen Familie. Seine Eltern waren der Bankier Oscar Eppstein (* 1873 in Gemünden im Rheinland – † 1964 in Haifa) und dessen Frau Lili (* 1879 als Lili Behr in Karlsruhe – † 1968 in Haifa). Außer Hans hatte das Ehepaar noch drei weitere Kinder, die sich – wie auch ihre Eltern – den Verfolgungen während des Dritten Reichs durch die Emigration nach Palästina entziehen konnten:
- Walter, * 1905 in Mannheim, Bankprüfer, 1934 nach Palästina emigriert;
- Ilse (verheiratete Wreschner), * 1908 in Mannheim, um 1935 Emigration nach Palästina, † 1965 in Haifa;
- Eugen, * 1917 in Mannheim, 1935 Emigration nach Palästina.

## Ausbildung
Ein im Juli 2006 von Benjamin Teitelbaum geführtes Gespräch mit Hans Eppstein (siehe „Weblinks“) vermittelt einen guten Eindruck von Eppsteins frühkindlicher musikalischer Sozialisation in seinem Elternhaus. Er berichtet von frühem Musikunterricht durch seine Mutter, die selbst Musik studiert hatte, ersten kammermusikalischen Experimenten zusammen mit dem Violine spielenden Vater und dem schon im Alter von fünf oder sechs Jahren gestarteten Musizieren mit der gesanglich versierten Mutter. Harmonika, Piano und Streichinstrumente waren ihm von frühester Kindheit an vertraut.
Hans Eppstein besuchte das Gymnasium in Mannheim und studierte danach von 1929 an bei Max Sinzheimer in Mannheim und bei Julius Weismann und Wilibald Gurlitt in Freiburg Klavier- und Musiktheorie. In Karlsruhe legte er 1931 die Prüfung als Privatmusiklehrer ab. Prägender aber dürfte für ihn das parallel verlaufene Studium bei Heinrich Besseler in Heidelberg gewesen sein, der ihm auch sein Dissertationsthema über Nicolas Gombert vorgegeben hatte.
Hans Eppstein, der aus einem Elternhaus stammte, in dem das Jüdischsein keine große Rolle spielte, war gleichwohl von 1922 bis 1930 Mitglied im deutsch-jüdischen Wanderbund Kameraden. Doch auch dies führte bei ihm nicht zu einer Herausbildung einer stärkeren jüdischen Identität. „Ich war nie stolz darauf, Jude zu sein, aber auch nie beschämt. Ich bin, was ich bin. Ich erinnere mich, dass meine Mutter uns als Kind gesagt hat, dass wir stolz darauf sein sollten, Jude zu sein, aber unser Vater hat so etwas nie gesagt. Das habe ich nicht verstanden. Wir waren Juden, das ist alles. Nichts, worauf man stolz sein kann, aber auch nicht das Gegenteil, und so fühle ich mich auch heute noch.“
Es war jedoch nicht nur seine jüdische Religionszugehörigkeit, die den Abschluss seines Studiums in Heidelberg verhinderte. „Grund für die Exmatrikulation war nicht nur die Tatsache, dass Eppstein Jude war, sondern er hatte sich außerdem für den Roten Studentenbund engagiert und war Mitglied der KPD.“ Hans Eppstein wechselte nach Bern, wo er 1934 bei Ernst Kurth mit der in Heidelberg begonnenen Dissertation über Nicolas Gombert als Motettenkomponist promoviert wurde.

## Eppsteins Caputher Jahre
Nach seiner Promotion kehrte Hans Eppstein nach Deutschland zurück und wurde Musiklehrer im Jüdischen Kinder- und Landschulheim Caputh. Wie es dazu kam, ist nicht eindeutig geklärt, doch hängt dieser Schritt offenbar schon mit seiner späteren Frau zusammen.

### Exkurs: Lilli Lipsky
Lilli Lipsky (* 7. April 1909 in Andernach – † 15. März 2006 in Danderyd) stammte ebenfalls aus einer jüdischen Familie und hatte nach dem Abitur 1932 die Prüfung als Klavierlehrerin abgelegt. Bereits als Schülerin sei sie mehrmals im von Gertrud Feiertag geleiteten Kinder-Erholungsheim der Zion-Loge U.O.B.B. auf Norderney gewesen, und wohl aufgrund dieser frühen Bekanntschaft hatte ihr Gertrud Feiertag eine Stelle als Musiklehrerin angeboten, nachdem diese in Caputh das Kinder- und Landschulheim gegründet hatte. Lilli Lipsky habe es aber vorgezogen, bereits 1933 nach Schweden zu ziehen und habe Gertrud Feiertag stattdessen Hans Eppstein für die ihr zugedachte Stelle vorgeschlagen. Woher sich Lilli Lipsky und Hans Eppstein kannten, ist nicht überliefert.
1936 kehrte Lilli Lipsky noch einmal aus Schweden nach Deutschland zurück, um Hans Eppstein zu heiraten. Kurz nach der Eheschließung emigrierten beide nach Schweden. Nach der Emigration arbeitete Lilli Eppstein bis 1965 als Klavierlehrerin und war laut Röder/Strauss graduierte Studentin der Universität Stockholm. Und offenbar war sie auch eine gute Bekannte von Lise Meitner, wie Ruth Lewin Sime berichtet: „Lilli Eppstein, Danderyd, Schweden, hat mir Meitners schwedische Erfahrung mit ihren scharfsinnigen Erinnerungen an Meitners Persönlichkeit und ihre Freunde in Schweden zugänglich gemacht; sie hat mir großzügig erlaubt, aus ihrer privaten Korrespondenz mit Meitner zu zitieren.“

### Musiklehrer Eppstein
Mitte der 1970er Jahre hält Hans Eppstein unter dem Titel Musik in Caputh auf einem Ehemaligentreffen einen kleinen Vortrag über seine Erinnerungen an seine Caputher Zeit zwischen 1934 und 1936. Er berichtet von seinen eigenen Schwierigkeiten, als nicht zum Schulmusiker ausgebildeter Lehrer Kinder unterrichten zu müssen, aber auch von den Zeitumständen, die besondere Anforderungen an den Musikunterricht stellten. Privatlehrer, die Musikunterricht erteilen, haben es üblicherweise mit hoch motivierten Kindern zu tun, als Schulmusiker musste er aber nun nicht selten mit Kindern zurechtkommen, die aus persönlichen oder auch schon politisch motivierten Gründen dem Musikunterricht ablehnend gegenüber standen. Viele Kinder hatten bereits erfahren, dass Deutschland ihnen feindlich gesinnt war, weshalb sie alles Deutsche ablehnten und das Jüdischsein betonten – auch in der Musik. Sie verlangten nach jüdischen oder hebräischen Liedern, die wiederum ihrem Musiklehrer völlig fremd waren.
Eppstein berichtete von seiner Gratwanderung, bei der er alles Jüdische lieber anderen überließ: „Ich selber hielt mich mit meiner Arbeit überwiegend an die große europäische Tradition, und da die Kinder im allgemeinen einen sicheren Instinkt für das Echte bzw. eine kritische Spürnase für das Gekünstelte und Gemachte haben, so erkannten sie diese Haltung auf die Dauer durchaus an.“ Und so fanden dann neben Paul Hindemiths Kinderoper Wir bauen eine Stadt auch „Tanzsätze und ›strenge‹ Stücke von Bach wie klassische Sonatensätze, Präludien und Mazurken von Chopin, Intermezzi von Brahms, kleine Stücke von Debussy, von Bartók“ Eingang in Eppsteins Musikunterricht und in den Caputher Schulalltag. Denn: Musik war in Caputh nicht nur Lernstoff im Unterricht, sondern auch Teil des Alltags. Eppstein schwärmt geradezu von der täglichen Morgenmusik, bei der vor dem Frühstück ein kurzes Musikstück dargeboten wurde, oder von dem gemeinschaftlichen Abendsingen, bei dem sich hebräische Lieder mit deutschen Kanons abwechselten. Und es gab die großen Aufführungen, musikalische Begleitungen zu Theateraufführungen etwa. Für sich selbst zieht er das Resümee: „Dieses Caputh, es war eine würdige Schlußvignette der deutschen Jahre, eine Oase inmitten einer böse und toll gewordenen Umwelt, in der es natürlich mancherlei Unerfreuliches gab, vor allem aber guten Willen, Freundlichkeit, geistige Freiheit und geistigen Austausch.“

## Schweden
Wie schon erwähnt, war der Emigration nach Schweden noch die Heirat mit Lilli Lipsky vorausgegangen. Hans Eppstein reiste im Oktober 1936 mit einem Touristenvisum nach Schweden, 1937 wurde ihr gemeinsamer Sohn Peter Heinrich in Stocksund bei Stockholm geboren. 1939 wurde Eppstein die deutsche Staatsbürgerschaft entzogen, so dass er fortan als staatenlos galt; 1947 erhielt er die schwedische Staatsbürgerschaft.
Über Eppsteins berufliche Laufbahn in den ersten Jahren seines Exils in Schweden ist nur wenig bekannt. „Mit seiner Frau Lilli trat er im April 1939 in einem Konzertabend der Stockholmer ‚Emigrantenselbsthilfe‘ auf. Die Selbsthilfegruppe war ein Jahr zuvor unter anderem von Ernst Emsheimer gegründet worden, um deutsche Flüchtlinge im Exil praktisch unterstützen zu können. Kulturveranstaltungen wie diese boten eine gute Gelegenheit, um Kontakte zu Personen mit ähnlichen Problemen zu knüpfen.“ Benjamin Teitelbaum berichtet von einer Arbeit als freischaffender Klavier- und Kompositionslehrer in den 1940er Jahren in Stockholm.
Erst gegen Ende dieses Jahrzehnts scheint sich eine gesichertere berufliche Laufbahn angebahnt zu haben. Er wurde 1948 Mitarbeiter des Musiklexikons Tonkonsten.Internationellt musiklexikon und war von 1953 bis 1957 dessen Hauptredakteur. Ebenfalls 1948 wurde er in den Vorstand des Schwedischen Klavierlehrerbundes gewählt und übte diese Funktion die folgenden fünf Jahre über aus. Von 1957 bis 1963 leitete er die Musikabteilung der Framnäs Folkhögskola, einer Volkshochschule in Öjebyn in der Nähe von Piteå in Nordschweden.
1965 erfolgte dann der Start von Hans Eppsteins akademischer Karriere. Er wurde Lektor für Musikgeschichte und Formlehre am Musikkonservatorium in Göteborg und wurde 1966 an der Universität Uppsala mit einer Arbeit über Johann Sebastian Bach (siehe Werke) ein weiteres Mal promoviert. Am musikwissenschaftlichen Institut der Universität Uppsala arbeitete er im Anschluss an die Promotion bis 1977 als Dozent. „Spätestens zu diesem Zeitpunkt war Eppstein in der schwedischen Musikwissenschaft etabliert.“
Neben seiner Dozententätigkeit war Hans Eppstein von 1972 bis 1986 Hauptredakteur der Edition Monumente Musicae Svecicae und veröffentlichte weitere musikwissenschaftliche Editionen, unter anderem für die Schwedische Gesellschaft für Musikforschung, deren Vorstandsmitglied er von 1975 bis 1987 war.
Seit 1979 war Hans Eppstein Mitglied in Schwedens Königlicher Musikalischer Akademie. 1985 wurde er mit einer Medaille für seinen Einsatz für Kunst und Musik geehrt.

## Leistungen
Einen Überblick über Hans Eppsteins Wirken, zu dem auch Begleittexte für Schallplatten und später CDs gehörten, gibt Friedhelm Krummacher in seinem Nachruf aus dem Jahre 2009:

„Einer früheren Brahms-Monographie (1948) folgte 1972 sein Buch Heinrich Schütz (deutsch 1975), das sich erneut bemühte, einem weiteren Leserkreis eigene Einsichten und neue Forschungsergebnisse zu vermitteln. Maßstäbe setzten vor allem seine Bach-Studien, die von analytisch begründeten Stilkriterien ausgingen und dabei auch die Resultate der philologisch fundierten Chronologie heranzogen. Seine Untersuchungen ergänzte er durch zahlreiche Aufsätze, bei Bachkongressen war er - zuletzt noch im Iahr 2000 - ein willkommener Gast, und von seiner Anerkennung zeugt es, daß ihm im Bach-Handbuch (1999) das Kapitel über die solistischen Solo- und Ensemblewerke zufiel. Seinen weiten Horizont zeigen neben vielen kleineren Beiträgen zahlreiche Aufsätze, die sich auf Mozart wie Beethoven, auf Mendelssohn wie Brahms richteten und zudem neue Musik von Hindemith oder Ligeti in den Blick nahmen. Dazu fanden auch Werke schwedischer Musiker wie J. M. Kraus, H. Ph. Johnson oder Fr. Berwald sein Interesse, und daneben entstanden fast 20 wissenschaftliche wie praktische Ausgaben, von denen gewichtige Bände in den Gesamtausgaben der Werke Bachs und Berwalds hervorzuheben sind. In Publikationen wie in der Lehre wußte er seine analytischen Einsichten mit ideengeschichtlichen Aspekten zu verbinden, und wie aufmerksam er die deutsche Forschung verfolgte, bekundet die lange Reihe seiner Rezensionen aktueller Bücher.“

## Werke
Zu weiteren Werken von und über Hans Eppstein siehe:
- Literatur von und über Hans Eppstein im Katalog der Deutschen Nationalbibliothek

Dissertationen
- Nicolas Gombert als Motettenkomponist, Berner Philosophische Dissertation, Würzburg, 1935.
- Studien über J. S. Bachs Sonaten für ein Melodieinstrument und obligatorisches Cembalo, Dissertation, Göteborg, 1966